# Чэнь Цзинин
Чэнь Цзинин (кит. трад. 陈吉宁, упр. 陳吉寧, пиньинь Chén Jíníng) — китайский учёный и политик. Глава Шанхайского парткома КПК (с 28 октября 2022), член Политбюро ЦК КПК. Мэр Пекина (2017—2022), Президент Университета Цинхуа с 2012 по 2015 год и министр охраны окружающей среды с 2015 по 2017 год. Инженер по профессии.

## Ранняя жизнь и образование
Чэнь родился и вырос в Гайчжоу (провинция Ляонин), его предки — из Лишу (провинция Гирин). Он учился в Университете Цинхуа в период с сентября 1981 по сентябрь 1986 года, окончил со степенью магистра в области гражданской и экологической инженерии. Затем получил образование в Университете Брунеля в Лондоне и Имперском колледже Лондона. Получил докторскую степень по гражданскому строительству в Имперском колледже Лондона в 1993 году, где он работал в качестве научного сотрудника после окончания школы до 1998 года.

## Карьера
В марте 1998 года Чэнь стал заместителем директора инженерного департамента окружающей среды Университета Цинхуа. В 1999 году получил должность директора. В феврале 2006 года стал вице-президентом Университета Цинхуа; год спустя назначен на должность исполнительного вице-президента. Одновременно работал деканом Высшей школы Университета Цинхуа с января 2010 по февраль 2012 года, деканом Высшей школы в Шэньчжэне, Университета Цинхуа в период с января 2010 по июль 2011 года.
В феврале 2012 года Чэнь был назначен президентом Университета Цинхуа. Оставался на этой должности до января 2015 года, после чешл назначен Министром охраны окружающей среды Китайской Народной Республики. Во время своего назначения Чэнь Цзинин стал самым молодым членом кабинета Ли Кэцяна. В 2015 году также был членом комиссии по присуждению премии королевы Елизаветы в области инженерного дела.
В мае 2017 года Чэнь был назначен временно исполняющим обязанности мэра Пекина, став 17-м человеком, занимающим эту должность с момента основания Китайской Народной Республики.
Чэнь был депутатом 12-го Всекитайского собрания народных представителей.
Согласно одному из ИИ-исследований Чэнь Цзинин являлся одним из наиболее вероятных кандидатов на попадание в Политбюро ЦК КПК 20-го созыва, то есть избрания после XX съезда КПК в октябре 2022 года.
23 октября 2022 года избран членом Политбюро ЦК КПК 20-го созыва.
28 октября 2022 года назначен секретарём (главой) Шанхайского партийного комитета КПК.